# Campeonato de Cuba de Ciclismo Contrarrelógio
O Campeonato de Cuba de Ciclismo Contrarrelógio é uma concorrência anual organizada pela Federação Cubana de Ciclismo que outorga o título de Campeão de Cuba na modalidade de Contrarrelógio. O ganhador ou ganhadora tem direito a vestir, durante um ano, o maillot com as cores da bandeira de Cuba nas provas de Ciclismo Contrarrelógio por todo mundo.

## Palmarés masculino
| Ano       | Ouro            | Prata            | Bronze            |
| 2000      | Luis Amarán     | Willian Leiva    | Alexánder Clavero |
| 2001      | Luis Amarán     | Willian Leiva    | Arnold Alcolea    |
| 2005      | Luis Amarán     | Arnold Alcolea   | Yulien Rodríguez  |
| 2006      | Arnold Alcolea  | Yulien Rodríguez | Reldy Pérez       |
| 2007      | não organizado  | não organizado   | não organizado    |
| 2008      | Pedro Portuondo | Adonis Cardoso   | Franklin Molina   |
| 2009      | não organizado  | não organizado   | não organizado    |
| 2010      | Arnold Alcolea  | Raúl Granjel     | Yennier López     |
| 2011      | Arnold Alcolea  | Pedro Portuondo  | Yasmani Martínez  |
| 2012-2013 | não organizado  | não organizado   | não organizado    |
| 2014      | Yennier López   | Arnold Alcolea   | Víctor Horta      |
| 2015      | José Mojica     | Víctor Horta     | Yariel De León    |
| 2016      | Juan Basulto    | Pedro Portuondo  | Yans Arias        |
| 2017      | Emilio Pérez    | Yans Arias       | Frank Consuegra   |
| 2018      | Pedro Portuondo | Leandro Marcos   | Emilio Pérez      |
| 2019      | Yans Arias      | Pedro Portuondo  | Javier Revilla    |

## Palmarés feminino
| Ano       | Ouro             | Prata              | Bronze             |                |
| 2001      | Yoanka González  | Yulien Rodríguez   | Mayvis Fuentes     |                |
| 2002-2004 |                  | não organizado     | não organizado     | não organizado |
| 2005      | Yuliet Rodríguez | Yoanka González    | Yumari González    |                |
| 2006-2007 | não organizado   | não organizado     | não organizado     |                |
| 2008      | Yoanka González  | Yumari González    | Yaima Torres       |                |
| 2009      | não organizado   | não organizado     | não organizado     |                |
| 2010      | Dalila Rodríguez | Yudelmis Domínguez | Yaima Torres       |                |
| 2011      | não organizado   | não organizado     | não organizado     |                |
| 2012      |                  |                    |                    |                |
| 2013      | não organizado   | não organizado     | não organizado     |                |
| 2014      | Yoanka González  | Arlenis Sierra     | Marlies Mejías     |                |
| 2015      | Marlies Mejías   | Arlenis Sierra     | Yumari González    |                |
| 2016      | Yumari González  | Iraida García      | Marlies Mejías     |                |
| 2017      | Arlenis Sierra   | Yaima Torres       | Yudelmis Domínguez |                |
| 2018      | Marlies Mejías   | Jeydy Pradera      | Yudelmis Domínguez |                |
| 2019      | Arlenis Sierra   | Jeydy Pradera      | Yaima Torres       |                |